# Debye
Il debye (simbolo: D) è l'unità di misura del momento di dipolo elettrico. È stato originariamente definito come il momento di dipolo elettrico di due cariche opposte di 10−10 esu a distanza di 1 ångström.
Quando si ha a che fare con cariche molto piccole e prossime l'una all'altra, come per esempio nelle molecole, l'unità di misura definita nel Sistema Internazionale (coulomb per metro), è troppo grande. Nello studio delle proprietà elettriche delle molecole si preferisce così usare il debye, che non fa parte né del Sistema Internazionale né del Sistema CGS.
In questo modo, il momento di dipolo elettrico dell'acqua, che nel SI è di 6,17·10−30 C·m, è pari a 1,85 D.
Rispetto al Sistema CGS, 1 D = 10−18 statC·cm. Ne consegue che nel Sistema Internazionale vale 1 D = 3,336·10−30 C·m.